# 根子岳 (長野県)
根子岳（ねこだけ）は、長野県上田市菅平高原と須坂市の境にある山。標高は2,207m。ウメバチソウが有名で、花の百名山の一つ。

## 概要
南東方に四阿山（標高2,354m）があり、その間に「大すき間」と呼ばれる鞍部（標高2,039m）がある。大明神沢が根子岳と四阿山の間の鞍部の南西斜面を、米子川は同鞍部の北東斜面をそれぞれ源流としている。根子岳の北側には小根子岳（標高2,128m）があり、さらにその北に小根子岳北肩（標高1,992m）がある。また、西側の緩斜面は裾野が菅平高原としてスキー場や牧場などに利用されている。山の一部と菅平高原が上信越高原国立公園に属する。
根子岳は、約90万年前～30万年前にかけて活動した大型の成層火山である四阿火山の直径3kmほどの四阿カルデラの縁にあたる場所にある一峰である。

## 登山
登り
- 登山道入り口からダケカンバ林（約30分） - ダケカンバ林から森林限界（約1時間） - 森林限界から山頂（約30分）

下り
- 根子岳山頂から下り（約1時間）

## アクセス

### 車（上田菅平ICから）
上田菅平ICから国道144号に入り、真田・菅平方面へ向かう。真田に入ったら、菅平口交差点で国道406号に入る。ここから登りに入り、突き当たりのT字型道路を右折し、菅平高原観光ホテル前のY字型の道路を上田菅平高原グランヴィリオゴルフ倶楽部方面に入る

### 車（須坂長野東ICから）
須坂長野東ICから国道403号で須坂市内方面に4kmぐらい進む。横町中央交差点を右折し、国道406号を菅平方面へ進んでいき車で登っていく。菅平高原観光ホテル前のY字型の道路を上田菅平高原グランヴィリオゴルフ倶楽部方面に入っていく。

## ギャラリー

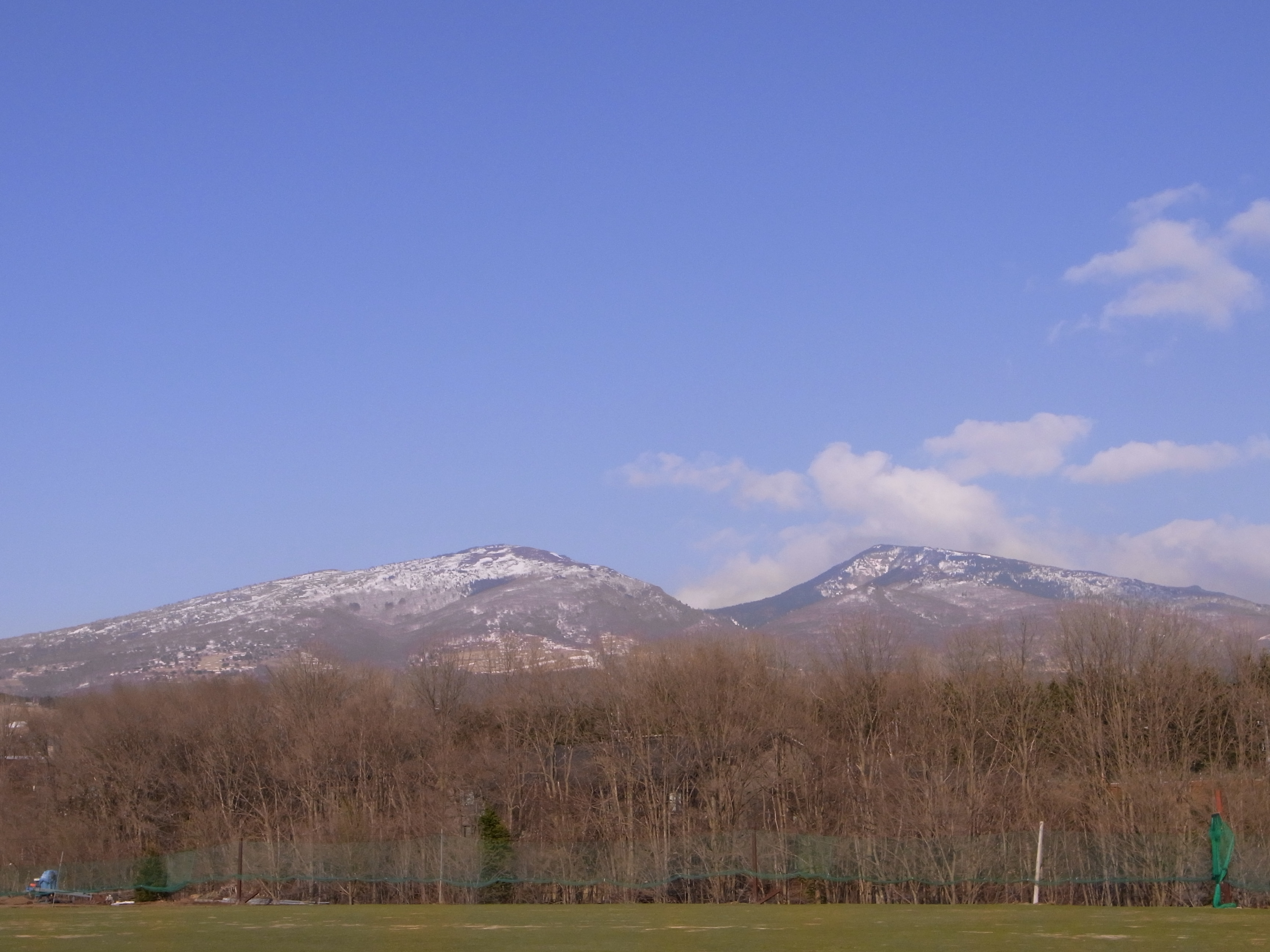
四阿火山を西南西から望む。左が根子岳峰。右が四阿山峰。
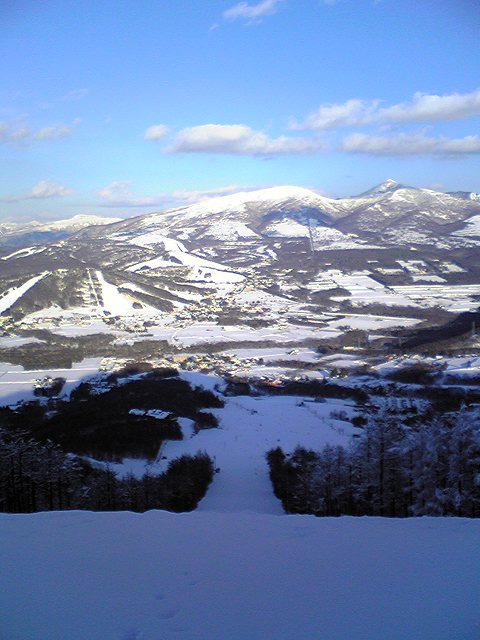
西南西から根子岳（左）、四阿山（右）
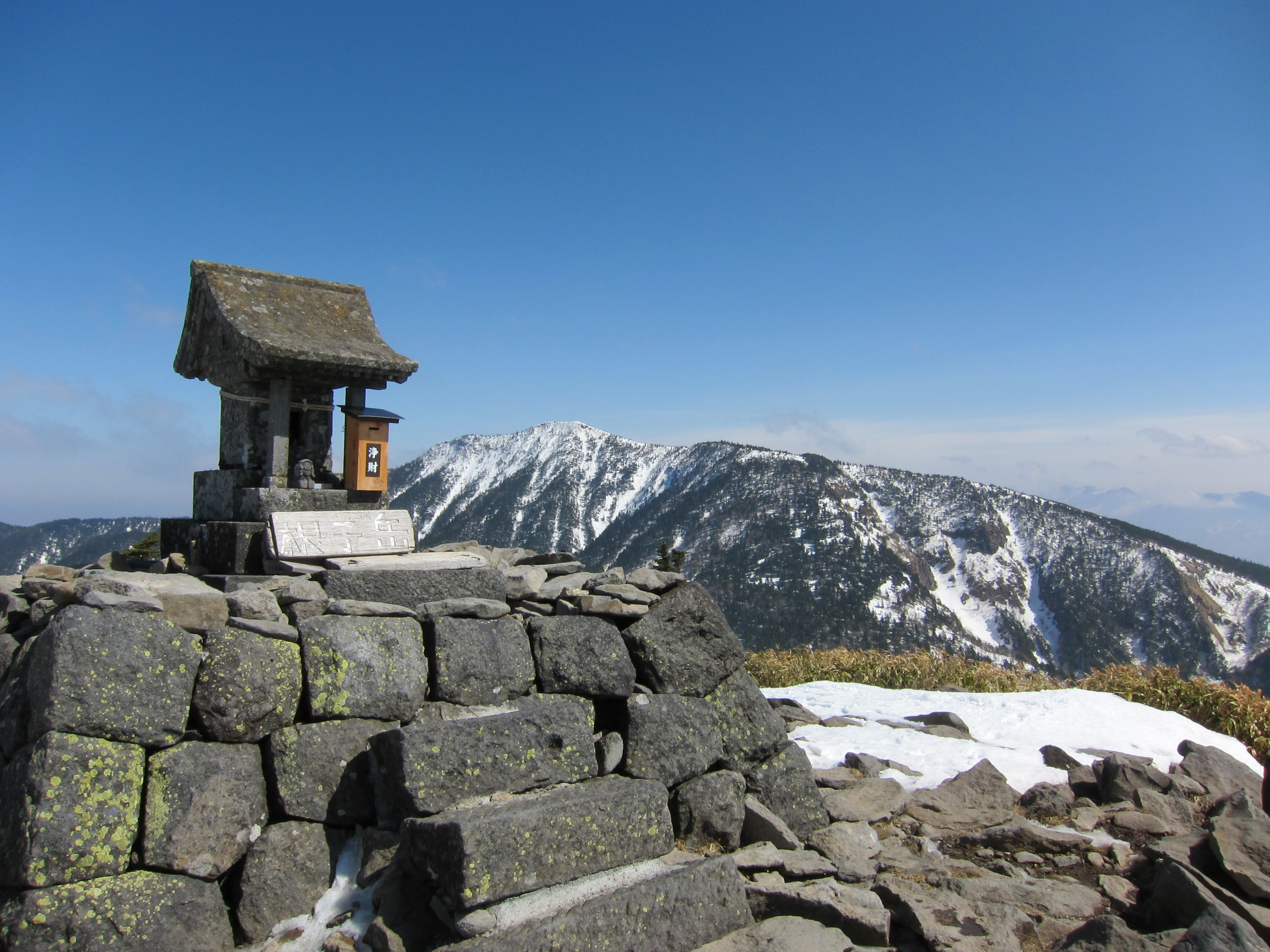
根子岳山頂
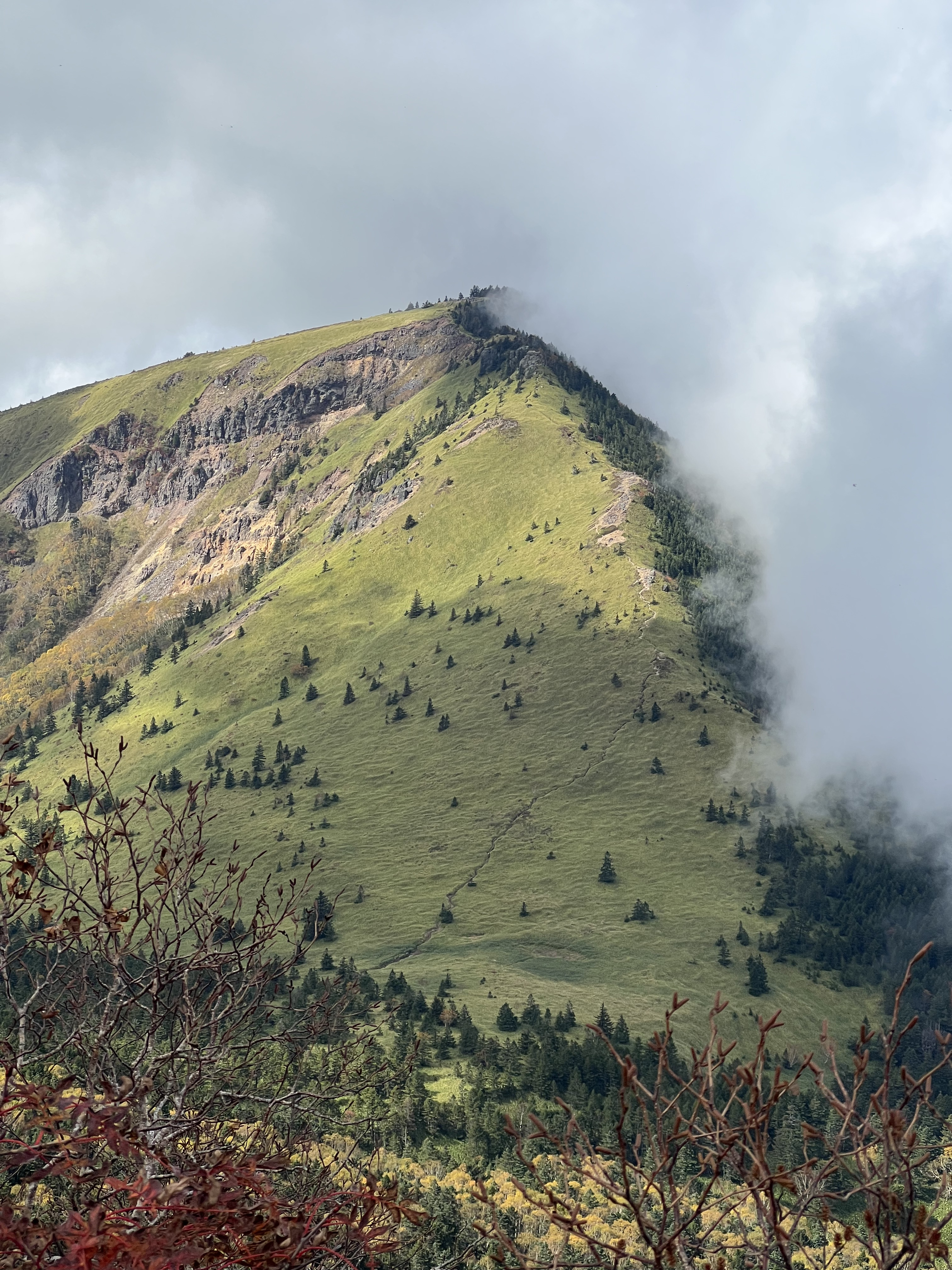
根子岳、四阿山から